# Terezija Dabić-Lepetić
Terezija Dabić-Lepetić (1927. – Split, 9. srpnja 2015.) bila je hrvatska kazališna, televizijska i filmska glumica.

## Filmografija

### Televizijske uloge
- "Naše malo misto" kao dama u bordelu Keti (1970. – 1971.)
- "Ča smo na ovon svitu" kao službenica šjore Fanny / ćakulona (1973.)
- "Čovik i po" kao žena #2 (1974.)
- "Velo misto" kao prostitutka Bepina (1980.)

### Filmske uloge
- "Meštre Tonov najsritniji dan" kao Lucijeta Pivac (1969.)
- "Ludi dani" kao Kate (1977.)
- "Od petka do petka" (1985.)
- "Buža" (1988.)
- "Gospa" kao starija žena (1995.)

## Vanjske poveznice
- Terezija Dabić-Lepetić u internetskoj bazi filmova IMDb-u (engl.)